# 雅科島

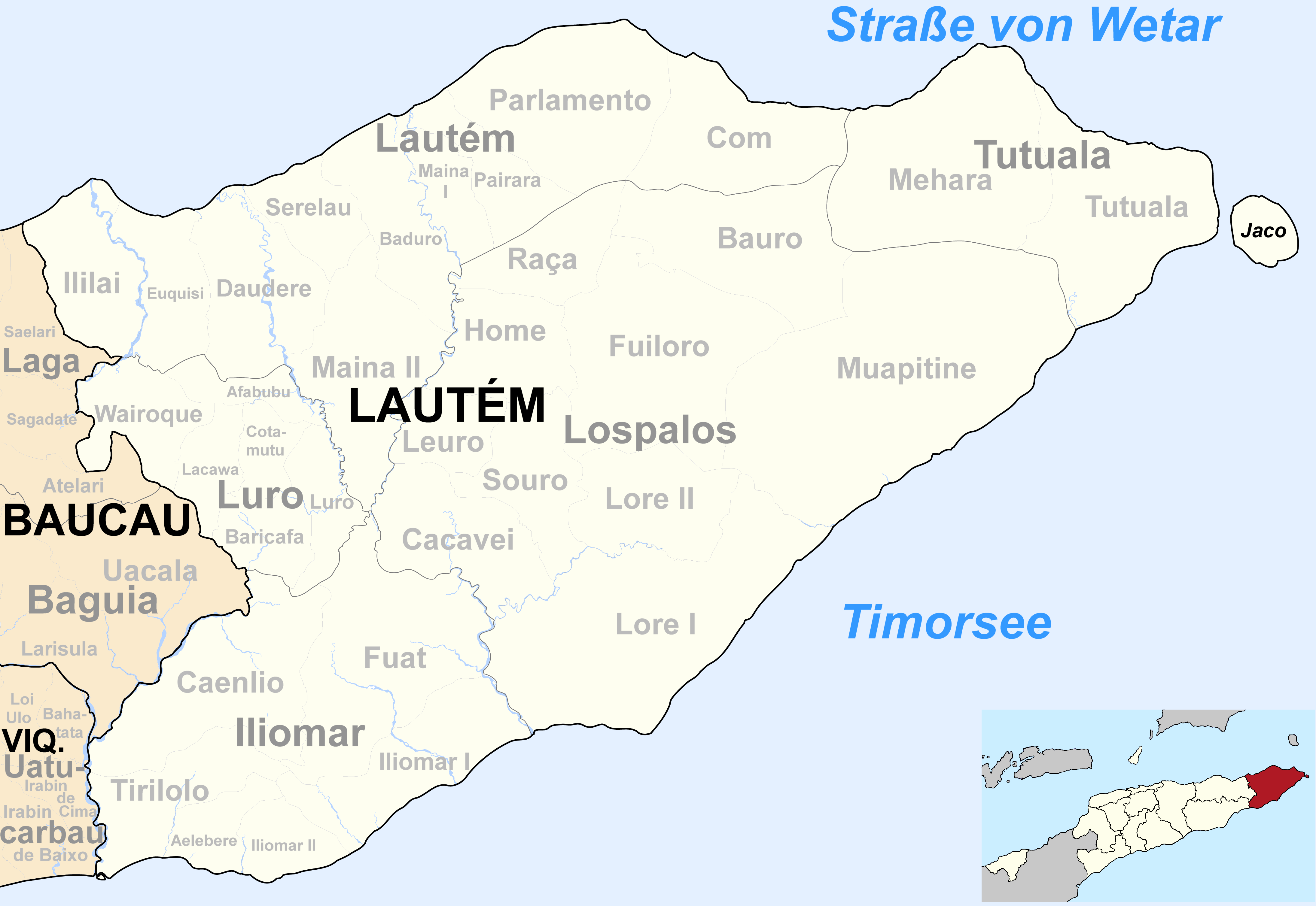
雅科島位置

雅科島（Jaco）是小巽他群島中的一個小島，位於帝汶島最東端對出海域，與主島以只能讓小船通過的狹長水道分隔，座標8°27′S 127°20′E / 8.450°S 127.333°E，由東帝汶勞滕區負責管轄，面積約10平方公里，海拔高度約100米。島上無人居住，土著曾因認為該島神聖而禁止進入該島。現時當局開放雅科島，遊客前往該島潛水和游泳。
8°25′30″S 127°19′30″E / 8.42500°S 127.32500°E